# Lucía Baumgartner
Lucía Baumgartner (* 1972) ist eine Schweizer Choreografin, Tanzpädagogin, Tanzvermittlerin und Dozentin. Sie arbeitet sparten- und generationenübergreifend und versteht choreografisches Arbeiten als Schulterschluss von Tanz, Theater, Musik und Architektur. Seit 2023 ist sie Dozentin an der Pädagogischen Hochschule Bern (Schweiz). Sie unterrichtet im Fachbereich Musik mit Schwerpunkt Bewegung & Tanz der Sekundarstufe 1.

## Leben und Wirken
Lucía Baumgartner wuchs in der Schweiz, in Spanien und Liberia auf. Während ihrer Ausbildung zur Schulpädagogin entdeckte Lucía Baumgartner das Tanzen. 1998 schloss sie an der London Contemporary Dance School den Master of Arts in Choreografie ab. Ihre akademische Ausbildung ergänzte sie 2014 mit dem Abschluss Bachelor of Science in Angewandter Psychologie.
Seit 1999 ist Lucía Baumgartner national und international als Tanzschaffende tätig und bringt Menschen den Tanz und das Tanzen näher. 1999 gründete Baumgartner die Tanzcompagnie inFlux. Zu Beginn bestand die Compagnie hauptsächlich aus professionellen Bühnentänzern und -tänzerinnen. Fortlaufend ist die Compagnie mit Alltagsexpertinnen und -experten verschiedenen Alters mit viel und wenig Bühnenerfahrung zusammengesetzt. Als künstlerische Leiterin und Choreografin von inFlux realisierte Baumgartner zahlreiche Projekte und war Gast bei internationalen Festivals. Heute ist sie mit inFlux hauptsächlich in der Schweiz tätig.
Baumgartner arbeitet auch als Auftragschoreografin in In- und Ausland z. B. am Opernhaus Zürich, beim inklusiven Verein BewegGrund, im Kosovo und in Venezuela.
Sie hat verschiedene Vermittlungsformate (mit)entwickelt. Im Kanton Bern initiierte sie das Tanzfest in Thun und co-entwickelte ein Konzept zum Welttanztag, das jedes Jahr 120 Schulklassen einen Erstkontakt mit zeitgenössischem Tanz ermöglicht. Als Initiatorin und Mitbegründerin des Vereins Tanzvermittlung CH engagiert sie sich auch politisch für die Professionalisierung ihres Metiers. Nicht zuletzt ist Tanzvermittlung auch das Sprechen über Tanz. Dies förderte sie mit der Mitentwicklung des Kartensets «tanz ist…».
Baumgartner engagiert sich auch kulturpolitisch und wird als Fachexpertin  in Kulturkommissionen (u. a. der Stadt Thun) und als Jurorin beigezogen.
Sie arbeitet interdisziplinär, greift alltagsnahe Themen auf und erreicht so ein breites Publikum – sei dies mit generationenübergreifenden Arbeiten oder Projekten für «mixed abilities», also für Teilnehmende mit unterschiedlichen Möglichkeiten und Leistungsstärken. Die kulturelle Teilhabe als Menschenrecht – dafür setzt sie sich ein.

## Auszeichnungen (Auswahl)
- 2024 Kulturvermittlungspreis 2024 des Kantons Bern
- 2021 mit «#HelvetiaTanzt» prämiert von Jubilanno, alliance F und Stiftung Mercator
- 2013 1. Preis beim GenerationenVideoWettbewerb (zusammen mit Filmemacher Sean Wirz) für «Tanz der Generationen»
- 2013 Silberbär 2013 der Pro Senectute für «Vorgestern ist Übermorgen»
- 2002 Kulturförderpreis der Stadt Thun